# Udinen
Die Udinen (auch: Uden) sind eine aus dem Nordwesten Aserbaidschans stammende Ethnie von etwa 10.000 Angehörigen, die heute daneben auch in einigen anderen Nachfolgestaaten der Sowjetunion leben. Ihre Sprache, Udisch, gehört zur lesgischen Sprachgruppe der Nordostkaukasischen Sprachen. Udisch ist der letzte erhaltene Rest der älteren Aghwanischen Sprache, die im spätantik-frühmittelalterlichen Königreich Albania die Schriftsprache (aber nicht einzige gesprochene Regionalsprache) in einem speziellen Alphabet war und gleichzeitig die Kirchensprache der bis ins Frühmittelalter unabhängigen Albanisch-Orthodoxen Kirche. Die mehrheitlich zum Islam konvertierten Bewohner der Region gingen seit dem Mittelalter fast alle zur Aserbaidschanischen Sprache über und die Christen schlossen sich teilweise der georgisch-orthodoxen, teilweise der armenischen Kirche (bis ins 19. Jahrhundert ein eigenes albanischen Katholikat innerhalb der Kirche) an, woraufhin die meisten Christen besonders im Westen (georgische Region Heretien) zur georgischen, im Süden zur armenischen Sprache übergingen. Die übrigen Udisch sprechenden Udinen sind heute auch fast alle Christen, teils der georgischen, teils der armenischen Kirche; nur wenige Muslime haben noch Udisch-Kenntnisse.
Ihre Bevölkerungszahl, die um das Jahr 1906 noch auf 7200 Personen geschätzt wurde, betrug nach der Volkszählung von 1926 nur noch 2761 Personen. Heutige Quellen schätzen Zahlen bis zu 10.000 Udinen. Die Udinen muslimischen Glaubens sind in den letzten Jahrhunderten meist im Volk der Aserbaidschaner, die in Georgien lebenden christlichen Udinen weitgehend im Volk der Georgier aufgegangen. 

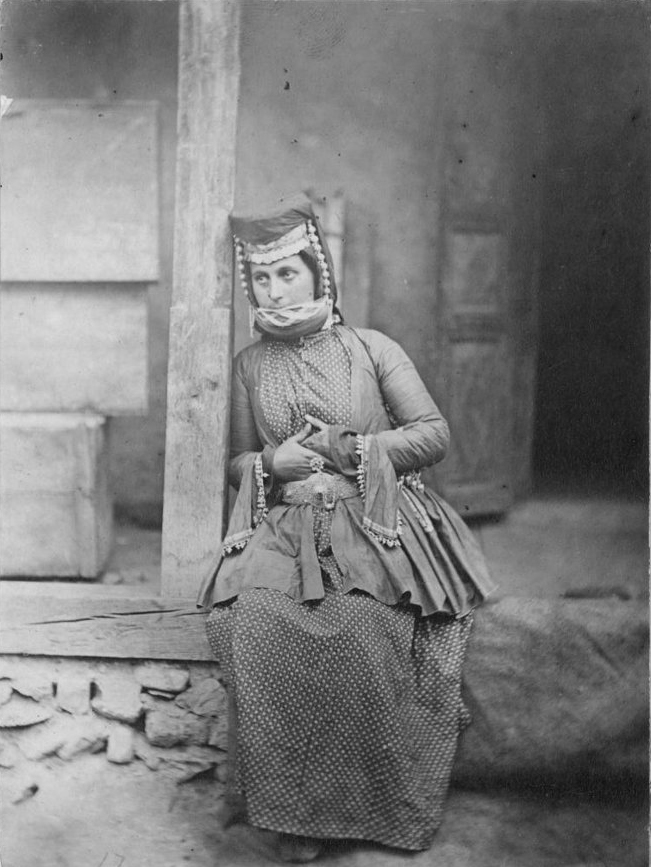
Foto einer udinischen Frau aus Wartaschen, 1883

## Siedlungsgebiet
Die Uden wohnen heute beziehungsweise wohnten bis zum Bergkarabachkonflikt in vier Orten: die Sprecher des Nidsch-Dialektes nach wie vor in der Ortschaft Nic in der Nähe von Qəbələ und im benachbarten Dorf Mirzabeyli; die Sprecher des Wartaschen-Dialektes – bis zur Vertreibung 1988 – in der Kleinstadt Wartaschen, heute Oğuz, alle auf dem Territorium der Aserbaidschanischen Republik. Weitere Sprecher leben in dem Dorf Sinobiani (georgisch ზინობიანი, englische Umschrift Zinobiani), das bis vor einigen Jahren den sowjetischen Namen „Oktomberi“ trug, in der Munizipalität Qwareli in Ost-Georgien (Kachetien), dessen Einwohner in den Jahren 1920–22 aus Wartaschen übergesiedelt sind. Andere Uden sind auf Grund des Bergkarabachkonflikts nach Russland, Armenien oder Georgien gelangt. Sofern die Uden heute des Udischen noch kundig sind, sind sie oft dreisprachig: Russisch, sowie Aserbaidschanisch oder Georgisch oder Armenisch, und Udisch.
In Nic gibt es drei kaukasisch-albanische Kirchen. Eine davon ist die Kirche des Heiligen Elischa (Tschotari). Dort werden regelmäßig Gottesdienste abgehalten, darunter auch Andachten in udischer Sprache.

## Geschichte
Die Uden wurden schon sehr früh, um 400 n. Chr., christianisiert. Im antiken Reich Albania bildete sich eine eigene orthodoxe Kirche mit eigener Kirchensprache, der Alwanischen Sprache, mit eigener Schrift, die eine Frühform der udischen Sprache war. Nach Kriegen gegen das Sassanidenreich beschränkte sich ihr Einfluss aber nur noch auf Westgebiete des heutigen Aserbaidschan. Obwohl Alwanisch als antike und frühmittelalterliche Amts- und Kirchensprache und einzige etablierte Schriftsprache eine wichtige Rolle in Albania spielte, war es ursprünglich nur eine von vielen gesprochenen Stammessprachen im Reich, die wohl vorwiegend im Nordwesten Albanias gesprochen wurde, deren Bedeutung aber zunahm. Der Name der Udischen Sprache und der Udinen geht auf die historische Kernregion Uti (armenisch Utik, griechisch Otene) rund um die zweite Hauptstadt Albanias Barda zurück.
Während der arabischen Herrschaft konvertierten viele Uden zum Islam. Albania wurde als muslimisches Reich Arrān größtenteils islamisiert. Im Kaukasus zerfiel die "Albanische" Kirche, der die christlichen Uden angehörten, und wurde teils mit der Armenischen Kirche (ehemaliges Katholikat von Albanien in Gandsassar), teils mit der Georgischen Orthodoxen Kirche (besonders in der Region Heretien, die im Mittelalter an Georgien fiel und sprachlich georgisiert wurde) vereinigt. Deshalb sind die Sprecher der Udischen Sprache heute teils armenische Christen, teils georgisch-orthodoxe Christen und nur wenige Muslime. In den letzten Jahren gibt es in Aserbaidschan Bestrebungen, die wenigen udinisch-christlichen Gemeinden in einer wieder unabhängigen „Albanischen Kirche“ zu vereinen. Die alwanische Kirchensprache kam im Frühmittelalter außer Gebrauch und die gesprochene udische Sprache wurde je nach Region zunehmend von der aserbaidschanischen, armenischen und georgischen Sprache verdrängt und blieb nur in einigen kleineren Regionen in der Umgebung der ersten Hauptstadt Albanias Qəbələ erhalten.
Ein Großteil der Wartaschener armenisch-christlichen Udinen wurde wie die Armenier während des Bergkarabachkonfliktes aus Aserbaidschan vertrieben und gelangte so ins nordöstliche Armenien oder in noch größerer Zahl nach Russland. Im nunmehr in Oğuz umbenannten Wartaschen blieben neben den neu angesiedelten Aserbaidschanern nur noch etwa 6 bis 8 udischsprachige Familien oder 50 Udinen zurück. Die Volkszählung in Russland 2010 ermittelte 4267 Udinen in Russland, die größte Gruppe in der Oblast Rostow. Die Volkszählung in Aserbaidschan 2009 ermittelte rund 3800 Udinen in Aserbaidschan. Daneben gibt es, wie erwähnt, einige in Armenien, zumeist im Nordosten und Georgien, meist in Sinobiani. In dem nordostarmenischen Dorf Nojemberjan lebt mit 23 udinischen Flüchtlingen aus Aserbaidschan etwa ein Zehntel der etwa 200 Udinen in Armenien.